# Sylvain Blandon
Sylvain Blandon (né le 12 avril 1952, à Bourg-en-Bresse) est un coureur cycliste français, actif dans les années 1970.

## Biographie
En 1975, Sylvain Blandon remporte le Grand Prix du Faucigny et le Tour du Pays de Gex, sous les couleurs du Vélo Club Rumillien. La même année, il finit quinzième du Tour du Limousin devant plusieurs cyclistes professionnels. Il est également sélectionné en équipe de France pour le championnats du monde amateurs, où il se classe vingt-deuxième.
Lors de l'année 1978, il s'impose sur le championnat régional du Dauphiné-Savoie. Il brille par ailleurs sous les couleurs de l'équipe de France en terminant deuxième d'une étape du Tour du Vaucluse, sixième de la Route nivernaise ou encore douzième du Tour de l'Avenir. Au mois d'aout, il représente de nouveau son pays lors du championnat du monde amateurs. Meilleur coureur tricolore, il y prend la quinzième place.
Il se retire finalement des compétitions à l'issue de la saison 1979, avec plus d'une cinquantaine de victoires à son palmarès. 

## Palmarès
- Amateur
  - 1973-1979 : 55 victoires
- 1975
  - Grand Prix du Faucigny
  - Tour du Pays de Gex
  - 3e du championnat de France sur route amateurs
- 1976
  - 2e du Grand Prix de Villapourçon
  - 3e d'Annemasse-Bellegarde et retour
- 1977
  - 3e du Grand Prix de Villapourçon
- 1978
  - Championnat du Dauphiné-Savoie
- 1979
  - 2e du Critérium de La Machine
  - 3e du Circuit des Monts du Livradois